# João Vitor Xavier de Almeida
João Vitor Xavier de Almeida, noto semplicemente come Xavier (Mococa, 2 marzo 2000), è un calciatore brasiliano, centrocampista dell'Azuriz.

## Caratteristiche tecniche
È un centrocampista difensivo.

## Carriera
Cresciuto nel settore giovanile della Portuguesa Santista, nel 2017 è stato acquistato dal Ponte Preta con cui ha fatto il suo esordio fra i professionisti il 6 marzo 2018 in occasione dell'incontro del Campionato Paulista perso 1-0 contro il Bragantino.
Il 7 marzo 2019 è stato ceduto a titolo definitivo al Corinthians, con cui ha firmato un contratto quadriennale, venendo inizialmente inserito nelle formazioni giovanili. Promosso in prima squadra nel 2020, ha debuttato nel Brasileirão il 17 settembre giocando il match vinto 3-2 contro il Bahia.

## Statistiche
Statistiche aggiornate al 18 ottobre 2020.

### Presenze e reti nei club
| Stagione        | Squadra         | Campionato      | Campionato | Campionato | Coppe nazionali | Coppe nazionali | Coppe nazionali | Coppe continentali | Coppe continentali | Coppe continentali | Altre coppe | Altre coppe | Altre coppe | Totale | Totale | Totale |
| Stagione        | Squadra         | Comp            | Pres       | Reti       | Comp            | Pres            | Reti            | Comp               | Pres               | Reti               | Comp        | Pres        | Reti        | Pres   | Reti   |        |
| --------------- | --------------- | --------------- | ---------- | ---------- | --------------- | --------------- | --------------- | ------------------ | ------------------ | ------------------ | ----------- | ----------- | ----------- | ------ | ------ | ------ |
| 2018            | Ponte Preta     | A1/SP+B         | 3+0        | 0          | CB              | 0               | 0               |                    | -                  | -                  |             | -           | -           | 3      | 0      |        |
| 2020            | Corinthians     | A1/SP+A         | 0+5        | 0          | CB              | 0               | 0               | CL                 | 0                  | 0                  |             | -           | -           | 5      | 0      |        |
| Totale carriera | Totale carriera | Totale carriera | 8          | 0          |                 | 0               | 0               |                    | 0                  | 0                  |             | -           | -           | 8      | 0      |        |